# Aerodramus
Aerodramus (salanganen) is een geslacht van vogels uit de familie van de gierzwaluwen (Apodidae). De wetenschappelijke naam van het geslacht is voor het eerst geldig gepubliceerd in 1906 door Oberholser.

## Beschrijving
De soorten uit dit geslacht zijn kleine, donker gekleurde vogels die nestelen in grotten in tropische en subtropische regio's van Zuid-Azië, Oceanië en het noordwestelijk deel van Australië.
Deze vogels hebben twee bijzondere eigenschappen. Ze maken nestjes van speeksel. Nesten van de eetbaar-nestsalangaan en de zwartnestsalangaan zijn een ingrediënt van de Chinese keuken. Een andere bijzonderheid is dat ze gebruikmaken van echolocatie zodat ze in grotten kunnen vliegen. 
Heel lang werden de soorten gerekend tot het geslacht Collocalia. Taxonomisch is dit een lastige groep van gierzwaluwen die sterk op elkaar lijken. Het signaal dat bij echolocatie wordt gebruikt, hun DNA en de parasitaire luizen die ze meedragen zijn onderwerp van studie bij het onderscheiden van de verschillende soorten.

## Soorten
De volgende soorten zijn bij het geslacht ingedeeld:
- Aerodramus amelis  – Filipijnse salangaan
- Aerodramus bartschi  – Marianensalangaan
- Aerodramus brevirostris  – Himalayasalangaan
- Aerodramus elaphrus  – Seychellensalangaan
- Aerodramus francicus  – Mauritiussalangaan
- Aerodramus fuciphagus  – Eetbaar-nestsalangaan
  - A. fuciphagus germani  – Oustalets salangaan
- Aerodramus hirundinaceus  – Bergsalangaan
- Aerodramus infuscatus  – Molukse salangaan
  - A. infuscatus ceramensis – Ceramsalangaan
  - A. infuscatus sororum – Sulawesisalangaan
- Aerodramus inquietus  – Carolinensalangaan
- Aerodramus leucophaeus  – Tahitisalangaan
- Aerodramus maximus  – Zwartnestsalangaan
- Aerodramus mearnsi  – Bruinstuitsalangaan
- Aerodramus nuditarsus  – Naaktpootsalangaan
- Aerodramus ocistus  – Markiezensalangaan
- Aerodramus orientalis  – Salomonssalangaan
- Aerodramus papuensis  – Drieteensalangaan
- Aerodramus pelewensis  – Palausalangaan
- Aerodramus salangana  – Mosnestsalangaan
- Aerodramus sawtelli  – Atiusalangaan
- Aerodramus spodiopygius  – Witstuitsalangaan
- Aerodramus terraereginae  – Australische salangaan
- Aerodramus unicolor  – Malabarsalangaan
- Aerodramus vanikorensis  – Grijze salangaan
- Aerodramus vulcanorum  – Vulkaansalangaan
- Aerodramus whiteheadi  – Whiteheads salangaan